# Stanstead
Stanstead é uma cidade na região de Estrie, província de Quebec, Canadá.